# Namutoni
Namutoni es un campamento de descanso en el borde del desierto de sal llamado  Etosha pan en la región de  Oshikoto, una de las catorce regiones de Namibia, en el norte de este país. Es una de las puertas de entrada al Parque nacional Etosha.

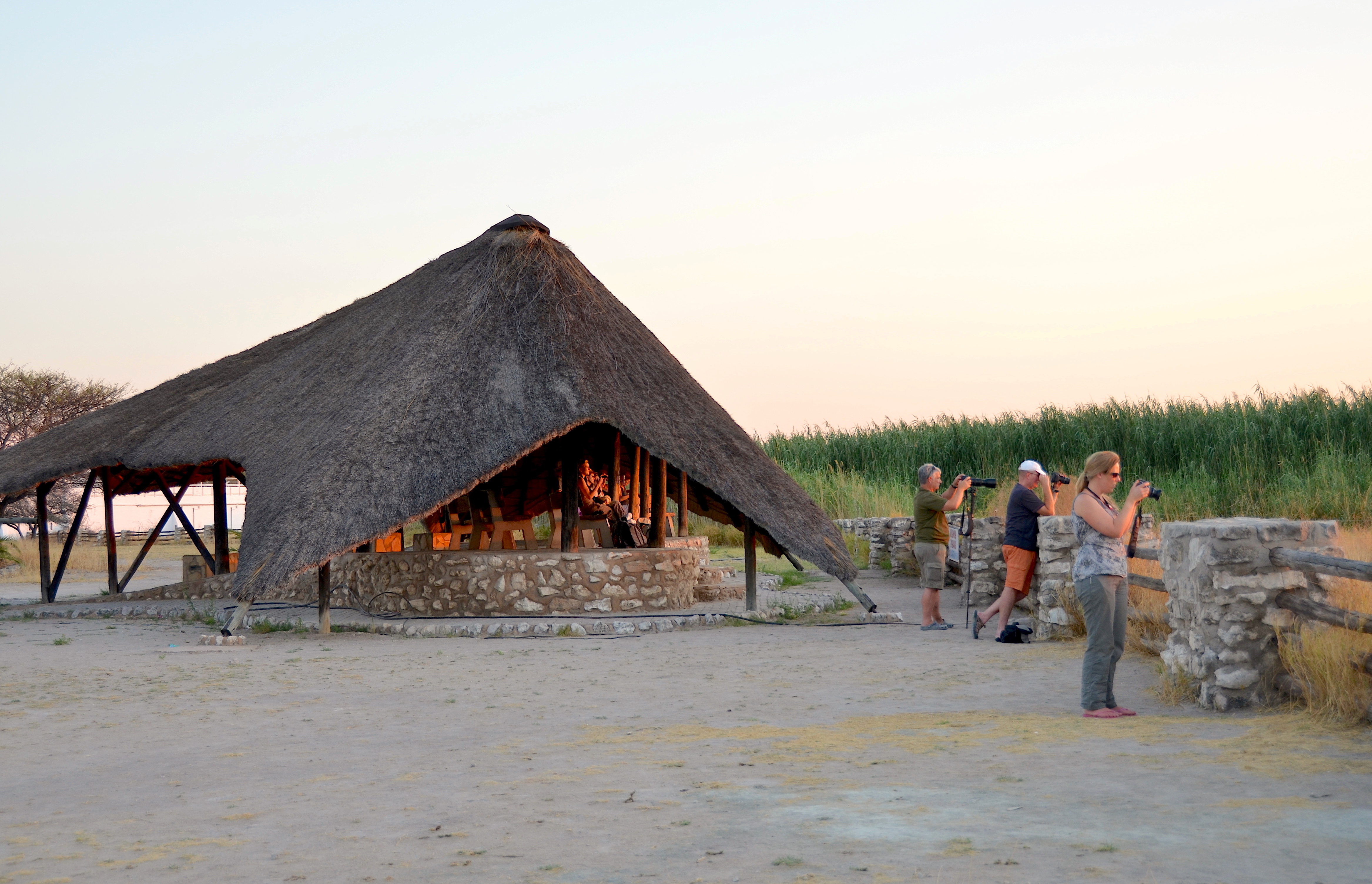
Refugio para la observación de la vida silvestre en Namutoni

La estructura más prominente de Namutoni es el «Fuerte Namutoni», construido en 1896. Originalmente era un puesto de la policía alemana y, como parte de la  Línea Roja, un punto de control veterinario. La Línea Roja se extendía entonces a Okaukuejo en el oeste y a Otjituuo en el este. Más tarde, Namutoni se utilizó para retener a los prisioneros ingleses en la Primera Guerra Mundial. El fuerte original fue destruido en 1904 tras la Batalla de Namutoni y reconstruido un año o dos después. El Fuerte Namutoni fue declarado Monumento Nacional en 1947 por el Consejo de Monumentos del  Suroeste de África. El fuerte actual fue restaurado a su estado actual en 1957 y ahora sirve en gran medida como albergue, parada y punto de vista para los visitantes del Parque nacional Etosha.